# Nanomyrme
Nanomyrme Lelej, 1977 — род ос-немок из подсемейства Mutillinae, один из самых мелких в семействе.

## Распространение
Палеарктика: Средняя Азия.

## Описание
Мелкие пушистые осы (2-4 мм). Отличаются наличием щитикового бугорка и соотношением члеников усика. Светлый рисунок брюшка образован бахромой на вершине 1-го и 2-го тергитов. У самцов 13-члениковые усики, у самок — 12-члениковые. Тело в густых волосках. Самка осы пробирается в чужое гнездо и откладывает яйца на личинок хозяина, которыми кормятся их собственные личинки.

## Систематкиа
- Nanomyrme baktriana Lelej, 1985 — Таджикистан
- Nanomyrme turkmenensis Lelej, 1977 typus— Туркмения